# Benigno Luigi Papa
Benigno Luigi Papa (Spongano, 25 agosto 1935 – Martina Franca, 6 marzo 2023) è stato un arcivescovo cattolico italiano.

## Biografia
Nacque a Spongano, in provincia di Lecce e arcidiocesi di Otranto, il 25 agosto 1935.

### Formazione e ministero sacerdotale
Emise la professione religiosa tra i Frati minori cappuccini il 30 agosto 1953.
Il 10 gennaio 1961 fu ordinato diacono e il 25 marzo successivo presbitero, nella chiesa di Santa Fara di Bari, dall'arcivescovo di Bari e Canosa Enrico Nicodemo.
Conseguì poi la licenza in Teologia dogmatica presso la Pontificia Università Gregoriana (1963); la licenza in Scienze bibliche presso il Pontificio Istituto Biblico (1965) e la laurea in Teologia biblica presso lo Studium Biblicum Franciscanum di Gerusalemme (1974).
Fu docente e preside dell'Istituto Teologico Interreligioso Pugliese "Santa Fara", di Bari, e professore presso la Pontificia Università Antonianum di Roma.
Dal 1974 al 1978 ricoprì l'incarico di vicario foraneo della IV zona pastorale e, dal 1978 al 1981, quello di vicario episcopale per la Vita consacrata, per l'arcidiocesi di Bari e Canosa.

### Ministero episcopale
Il 14 novembre 1981 fu eletto vescovo di Oppido Mamertina-Palmi.
Ricevette l'ordinazione episcopale il 27 dicembre 1981 dall'arcivescovo Anastasio Alberto Ballestrero, co-consacranti gli arcivescovi Andrea Mariano Magrassi e Aurelio Sorrentino. Il 10 gennaio 1982 prese possesso della diocesi.
Fu promosso arcivescovo metropolita di Taranto l'11 maggio 1990; prese possesso dell'arcidiocesi il 9 giugno dello stesso anno.
L'11 febbraio 1998 conferì l'ordinazione episcopale a Salvatore Ligorio, vescovo eletto di Tricarico.
In seno alla Conferenza episcopale pugliese è stato presidente della Commissione per i problemi sociali e del lavoro (1990-1994), presidente della stessa conferenza episcopale regionale (1994-1999) e presidente della Commissione episcopale per il pontificio seminario regionale di Molfetta.
Mentre nell'ambito della Conferenza Episcopale Italiana è stato membro della Commissione mista vescovi-religiosi (1982-1985), presidente della Commissione episcopale per la vita consacrata e presidente della Commissione mista vescovi-religiosi (1985-1990), presidente della Commissione episcopale per la famiglia (1991-1994), nuovamente presidente della Commissione episcopale per la vita consacrata e presidente della Commissione mista vescovi-religiosi (2000-2002), vicepresidente della Conferenza episcopale italiana, per l'Italia meridionale (2002-2007).
Il 21 novembre 2011 papa Benedetto XVI accolse la sua rinuncia al governo pastorale dell'arcidiocesi di Taranto per raggiunti limiti d'età; gli succedette Filippo Santoro, fino ad allora vescovo di Petrópolis.
Il 4 aprile 2016 papa Francesco lo nominò amministratore apostolico sede vacante dell'arcidiocesi di Messina-Lipari-Santa Lucia del Mela; mantenne l'incarico fino al 7 gennaio successivo, quando insediò il nuovo arcivescovo Giovanni Accolla.
Morì il 6 marzo 2023, all'età di 87 anni, nella sua residenza di Casa San Paolo in Lanzo di Martina Franca, a causa dell'aggravarsi delle sue condizioni in seguito ad un intervento chirurgico subito mesi prima. Dopo le esequie, celebrate il 7 marzo nella concattedrale della Gran Madre di Dio dall'arcivescovo Filippo Santoro, fu sepolto nella cripta della cattedrale di San Cataldo.

## Pubblicazioni
- Benigno Luigi Papa, La libertà secondo lo spirito: appunti di antropologia paolina, Polistena, Tip. Marafioti, 1985.
- Benigno Luigi Papa, L'identità del presbitero, Polistena, Tip. Marafioti, 1989.
- (IT) Benigno Luigi Papa, Vi annuncio il Risorto. Il magistero di un vescovo del Sud, Bologna, EDB, 1992,  p. 252, ISBN 8810807545.
- Benigno Luigi Papa, Carissime famiglie, questo mistero è grande, Siena, Cantagalli, 2003.
- Benigno Luigi Papa, La mansuetudine di Cristo, commento ai vangeli festivi anno c, Roma, Libreria editrice Vaticana, 2018.

## Genealogia episcopale e successione apostolica
La genealogia episcopale è:
- Cardinale Scipione Rebiba
- Cardinale Giulio Antonio Santori
- Cardinale Girolamo Bernerio, O.P.
- Arcivescovo Galeazzo Sanvitale
- Cardinale Ludovico Ludovisi
- Cardinale Luigi Caetani
- Cardinale Ulderico Carpegna
- Cardinale Paluzzo Paluzzi Altieri degli Albertoni
- Papa Benedetto XIII
- Papa Benedetto XIV
- Cardinale Enrico Enriquez
- Arcivescovo Manuel Quintano Bonifaz
- Cardinale Buenaventura Córdoba Espinosa de la Cerda
- Cardinale Giuseppe Maria Doria Pamphilj
- Papa Pio VIII
- Papa Pio IX
- Cardinale Alessandro Franchi
- Cardinale Giovanni Simeoni
- Cardinale Antonio Agliardi
- Cardinale Basilio Pompilj
- Cardinale Adeodato Piazza, O.C.D.
- Cardinale Sebastiano Baggio
- Cardinale Anastasio Alberto Ballestrero, O.C.D.
- Arcivescovo Benigno Luigi Papa, O.F.M.Cap.

La successione apostolica è:
- Arcivescovo Salvatore Ligorio (1998)